# San José Pueblo Nuevo
San José Pueblo Nuevo är en ort i Mexiko.   Den ligger i kommunen Mesones Hidalgo och delstaten Oaxaca, i den sydöstra delen av landet, 300 km söder om huvudstaden Mexico City. San José Pueblo Nuevo ligger 618 meter över havet och antalet invånare är 207.
Terrängen runt San José Pueblo Nuevo är huvudsakligen kuperad, men åt sydost är den platt. Runt San José Pueblo Nuevo är det ganska glesbefolkat, med 27 invånare per kvadratkilometer. Närmaste större samhälle är Putla Villa de Guerrero, 16,5 km nordost om San José Pueblo Nuevo. Omgivningarna runt San José Pueblo Nuevo är en mosaik av jordbruksmark och naturlig växtlighet.